# 大谷ノブ彦 金曜ダイジョーブ!
大谷ノブ彦 金曜ダイジョーブ!（オオタニノブヒコ キンヨウダイジョーブ!）は、2017年4月7日から2021年3月26日までエフエム群馬（FM GUNMA）で毎週金曜16:00 - 18:55に放送されていたラジオ番組である。

## 概要
- エフエム群馬 スタジオ CLUB AIR（クラブエアー) より生放送されている。
- リスナーのことを、「ダイナー」と呼んでいる。
- 2018年9月7日、礒干彩香（あかぎ団）が準レギュラーに加入。ふるさとからの手紙というコーナーに毎月一回出演。

## 出演者

### パーソナリティ
- 大谷ノブ彦（ダイノジ）[1]
- 市川まどか（エフエム群馬ラジオパーソナリティー）

### アシスタント
・礒干彩香（あかぎ団）準レギュラー（2018年8月2日には、あかぎ団のメンバーもゲスト出演。）

### 過去の出演者
- 木暮あかり（エフエム群馬アナウンサー）[3]
- 新井愛瞳（アップアップガールズ（仮）） - 週替わりアシスタント（第1、3、5週出演）
- 文田大介（囲碁将棋） - 週替わりアシスタント（第2、4週出演）

## 主なコーナー
- 今週のオータニ目線！
今週１週間に起こった出来事や、報じられたニュースの中から拾い読み、大谷の視点でトークしていくコーナー。
- 聞いちゃって、ダイジョーブ！
ゲストをお迎えしてのトーク
- ふるさとからの手紙
- 華麗なる晩ごはん

## ゲスト
- go!go!vanillas（2019年5月17日）-新アルバム『THE WORLD』の番宣のため、コメント出演。

## コラボレーション
「華麗なる晩ごはん」企画
番組スポンサーである景勝軒グループのカレー店「BANGLADESH INDIAN CURRYバタチキ」とのコラボ商品を開発・販売を行った。
- カレ谷カレ彦（2017年10月6日-2018年3月31日）[4]
- なんなんナン彦（2018年7月6日-2019年1月末予定）[5]

大谷ノブ彦のシネマナイト
シネマテークたかさきとのコラボ企画。シネマテークたかさきの支配人が本番組にゲスト出演したことがきっかけで企画が開始された。上映後に大谷ノブ彦のトークショーが行われる。
| 開催日        | 作品                                                |
| ------------- | --------------------------------------------------- |
| 2018年1月19日 | エンドレス・ポエトリー                              |
| 2018年3月16日 | ゲット・アウト                                      |
| 2018年5月3日  | ウィンストン・チャーチル/ヒトラーから世界を救った男 |
| 2018年6月17日 | タクシー運転手 約束は海を越えて                     |
| 2018年9月19日 | カメラを止めるな!                                   |
| 2018年11月9日 | 1987、ある闘いの真実                                |